# Airampoa
Airampoa je rod kaktusa iz tribusa Opuntieae. Dompovina mu je Južna Amerika. Nekoliko vrsta raste po Peruu, Boliviji, i sjevernom Čileu i Argentini.

## Vrste
žvrste roda Airampoa prema Plants of the World Online (po stanju u siječnju 2023.):
| Slika | Znanstveni naziv                          | Rasprostranjenost               |
| ----- | ----------------------------------------- | ------------------------------- |
|       | Airampoa corrugata (Salm-Dyck) Doweld     | Argentina                       |
|       | Airampoa erectoclada (Backeb.) Doweld     | Argentina                       |
|       | Airampoa soehrensii (Britton & Rose) Lodé | Argentina, Bolivija, Čile, Peru |
|       | Airampoa tilcarensis (Backeb.) Doweld     | Argentina (Jujuy)               |

## Sininimi
- Tunilla D.R.Hunt & Iliff, 2000